# Ministero delle infrastrutture e dell'energia
Il Ministero delle infrastrutture e dell'energia (in albanese Ministria e Infrastrukturës dhe Energjisë) è un dicastero del consiglio dei ministri albanese responsabile della politica in campo ambientale, energetico oltre che per infrastrutture e servizi pubblici.
L'attuale ministro è Belinda Balluku, in carica dal 17 gennaio 2019.

## Organizzazione

### Dipartimenti
- Direzione generale delle politiche e dello sviluppo delle infrastrutture e del territorio
- Direzione politiche e strategie di sviluppo dei trasporti e delle infrastrutture
- Direzione dei programmi di sviluppo dei trasporti, delle infrastrutture e dello sviluppo urbano
- Direzione dei programmi di sviluppo nel campo dell'approvvigionamento idrico, delle acque reflue e dei rifiuti
- Direzione delle politiche e strategie per lo sviluppo delle telecomunicazioni e delle poste
- Direzione della concezione e fattibilità dei progetti nel campo dei trasporti e delle infrastrutture
- Direzione generale delle politiche e dello sviluppo dell'industria e dell'energia
- Direzione politiche e strategie per lo sviluppo dell'industria e dell'energia
- Direzione dei programmi di sviluppo nel campo dell'energia e dell'efficienza energetica
- Direzione dei programmi di sviluppo nel campo degli idrocarburi
- Direzione dei programmi di sviluppo nel campo dell'estrazione mineraria e dell'industria
- Direzione dell'ideazione e della fattibilità dei progetti industriali ed energetici
- Direzione generale della regolamentazione e della conformità in infrastrutture ed energia
- Direzione della programmazione, standardizzazione armonizzazione del quadro normativo
- Direzione integrazione, coordinamento, accordi e assistenza
- Direzione della deregolamentazione, autorizzazioni, licenze e monitoraggio
- Direzione generale dei servizi economici e di supporto
- Direzione del bilancio e della gestione finanziaria
- Direzione del partenariato pubblico-privato nel campo delle infrastrutture e dell'energia
- Direzione della buona amministrazione delle risorse umane, dei beni e dei servizi
- Direzione dell'audit interno
- Direzione della ricostruzione

### Aziende controllate
Il ministero controlla diverse aziende nel settore energetico:
- Albgaz
- Albpetrol
- Korporata Elektroenergjetike Shqiptare (KESH)
- Operatori i Shpërndarjes së Energijsë Elektrike (OSEE)
- Operatori i Sistemi të Transmetimit (OST)

### Istituzioni controllate
- Agenzia nazionale delle risorse naturali (AKBN)
- Agenzia nucleare albanese (ANA)
- Autorità per l'aviazione civile albanese (AAC)
- Autorità stradale albanese (ARrSh)
- Direzione generale marittima
- Ente nazionale per l'edilizia abitativa (EKB)
- Istituto dei trasporti
- Servizio geologico albanese